# WWE・メインイベント
Main Event（メイン・イベント）は、WWEが制作してWWEネットワークなどで放送しているテレビ番組。
RAW生放送前に事前収録を行い、原則毎週木曜日（米時間）に放送している。2025年5月からYuutube配信に変わりRAWのダイジェストにスマックダウンのアンダーカードを挟みながら構成される。